# American Chess Bulletin

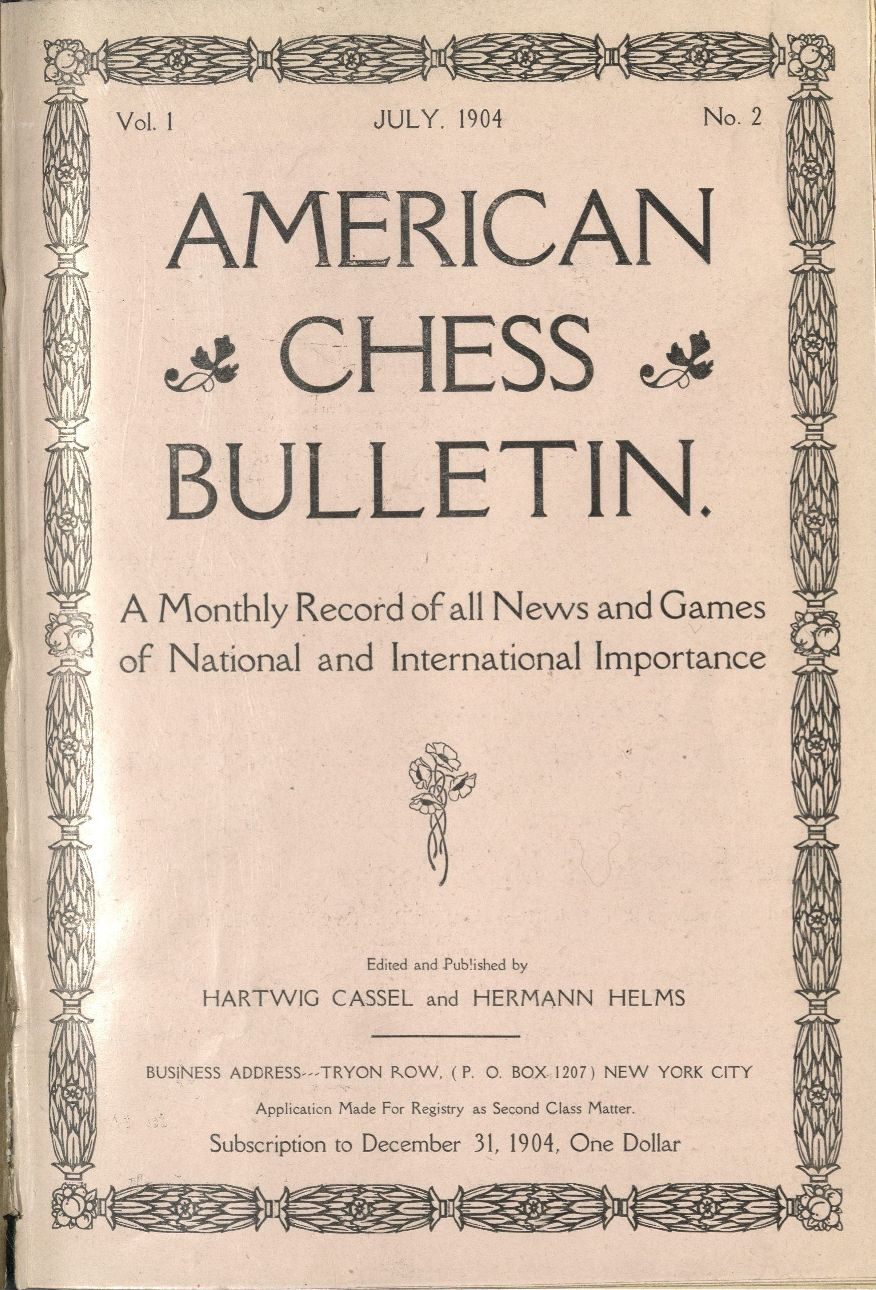
Couverture du deuxième numéro de lAmerican Chess Bulletin.

L'American Chess Bulletin était un périodique d'échecs publié mensuellement (de novembre à avril) et bimensuellement (de mai à octobre) de 1904 à 1962.  L'éditeur était Hermann Helms (1870–1963), qui a fondé le magazine et l'a édité jusqu'à sa mort, date à laquelle la publication a cessé. Le journal était édité à New York.
Le premier numéro du Bulletin, réalisé avec Hartwig Cassel, était un reportage sur le célèbre tournoi de Cambridge Springs organisé en 1904 . En plus de rendre compte des événements échiquéens, il incluait des informations émanant des organisations régionales d'échecs, qui formeront plus tard la fédération américaine des échecs. Après 1933, le North American Chess Reporter fusionne avec le Bulletin. Parmi les contributeurs au journal se trouvaient notamment Samuel Reshevsky.